# Kenema
Kenema er den tredjestørste by i Sierra Leone, beliggende i landets østlige del, hvor den er hovedstad for Østprovinsen. Byen har et indbyggertal (pr. 2007) på cirka 154.000.